# Áno Dolianá
Ne doit pas être confondu avec Dolianá.
Áno Dolianá (grec moderne : Άνω Δολιανά) est une localité située dans le dème de Cynourie-du-Nord, dans le district régional d'Arcadie, dans la périphérie du Péloponnèse, en Grèce.
Selon le recensement de 2021, elle compte 62 habitants.
C'était autrefois la résidence principale des colons, mais dorénavant, seule une poignée d'entre eux y reste toute l'année. La plupart d'entre eux l'utilisent comme résidence d'été et passent l'hiver à Káto Dolianá en raison du climat plus clément. Depuis, elle est devenue une destination touristique relativement populaire, avec un nombre important de visiteurs, en particulier le week-end de la saison hivernale.

## Emplacement
La colonie est située à la périphérie sud de la plaine de Tripoli. Il s'étend entre 950 et 1.050 mètres d'altitude, construit en amphithéâtre sur les pentes nord du mont Parnon, rempli de sapins, de châtaigniers, de platanus et de cerisiers, entouré de criques et de petites cascades. Le village est réparti dans deux quartiers et surplombe le plateau de Tripoli. L'horizon visuel atteint les montagnes de Ménalo, Artemisio, Chelmos et Érymanthe.

## Révolution grecque
Pendant la guerre d'indépendance grecque, une bataille contre les Turcs eut lieu dans le village le 18 mai 1821, connue sous le nom de bataille de Doliana, qui fut victorieuse pour les Grecs.
Nikitaras, avec 300 hommes, a réussi à repousser 2.000 Turcs qui ont attaqué le village avec de l'artillerie. C'est ce jour-là qu'il a pris le surnom de "Turkophagos" qui l'a ensuite accompagné, car, selon la tradition, de nombreux opposants sont morts de ses mains. À l'entrée de Doliana et plus précisément au point où s'est déroulée la bataille principale, nommée "ruisseau Tsakonas", un buste honorable de Nikitaras a été érigé.

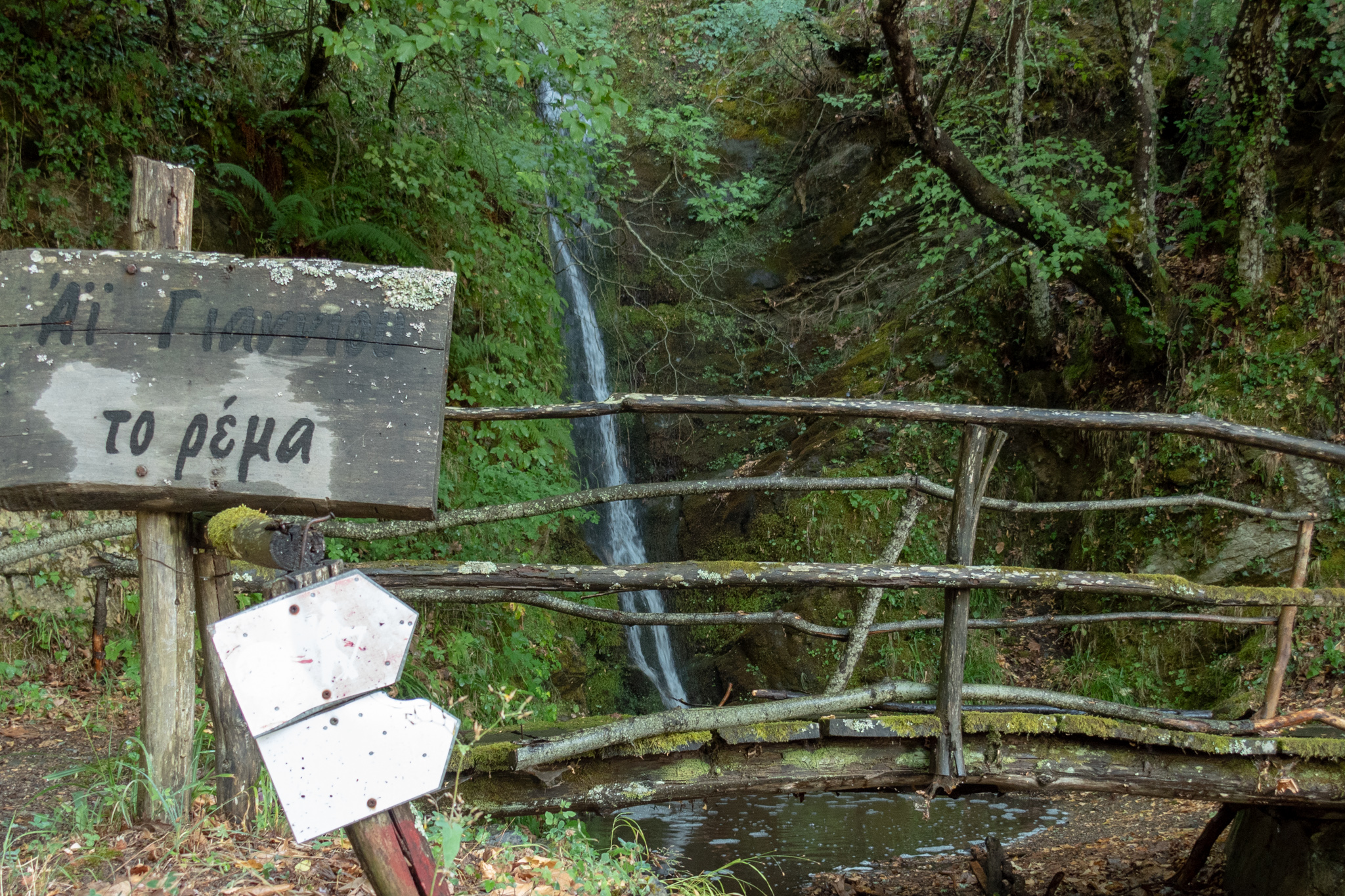
Petite cascade au ravin de Saint John

## Sport

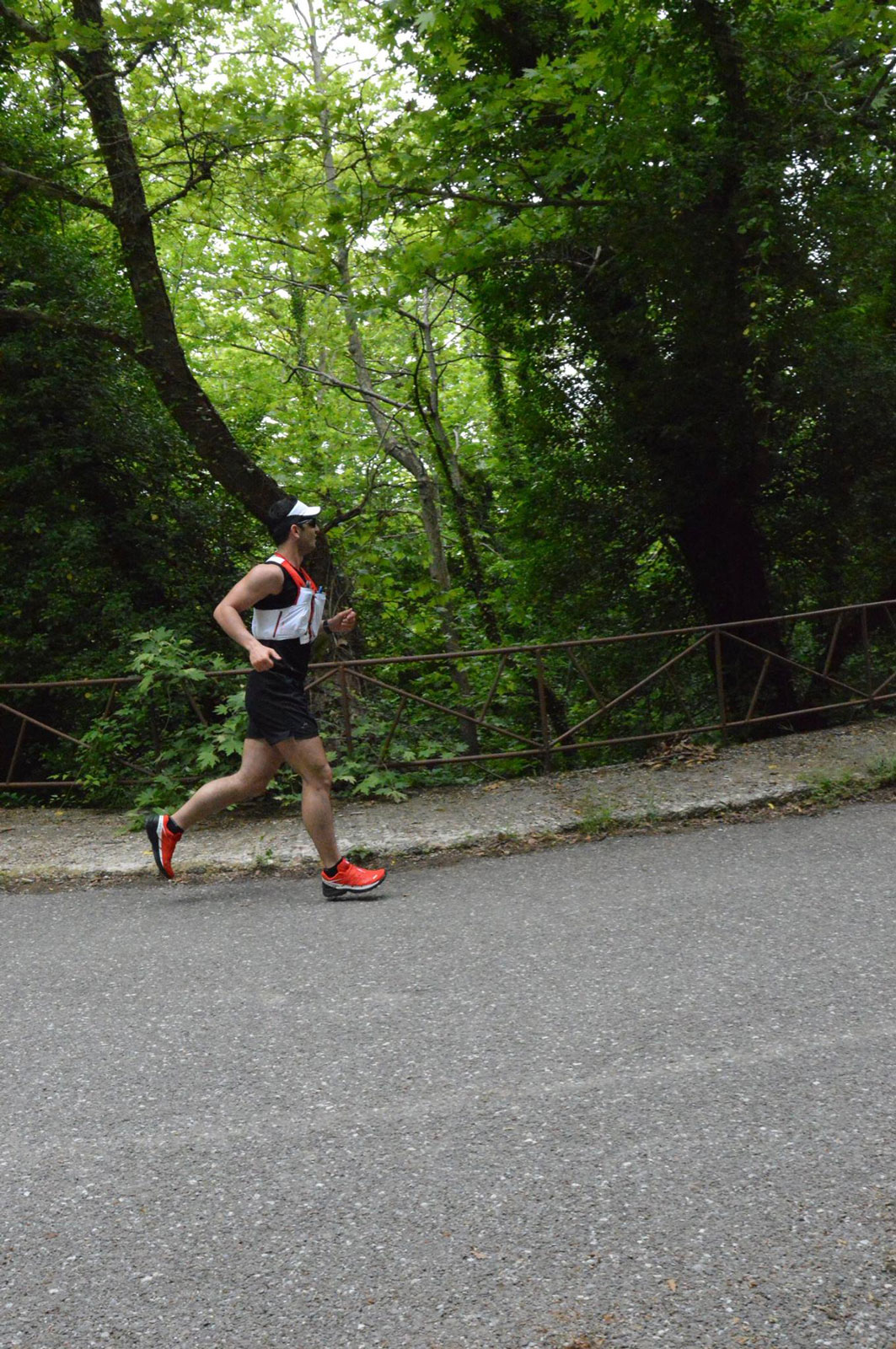
Instantané du Doliana semi-marathon de montagne

Depuis 2015, un semi-marathon de montagne annuel a lieu, généralement entre la fin mai et la mi-juin, parallèlement à une course de 5 km pour les coureurs moins expérimentés et une course de 1000 m pour les enfants. Il a été amélioré depuis 2017 et est placé sous les auspices de l'Association hellénique d'athlétisme amateur,.

## Activités

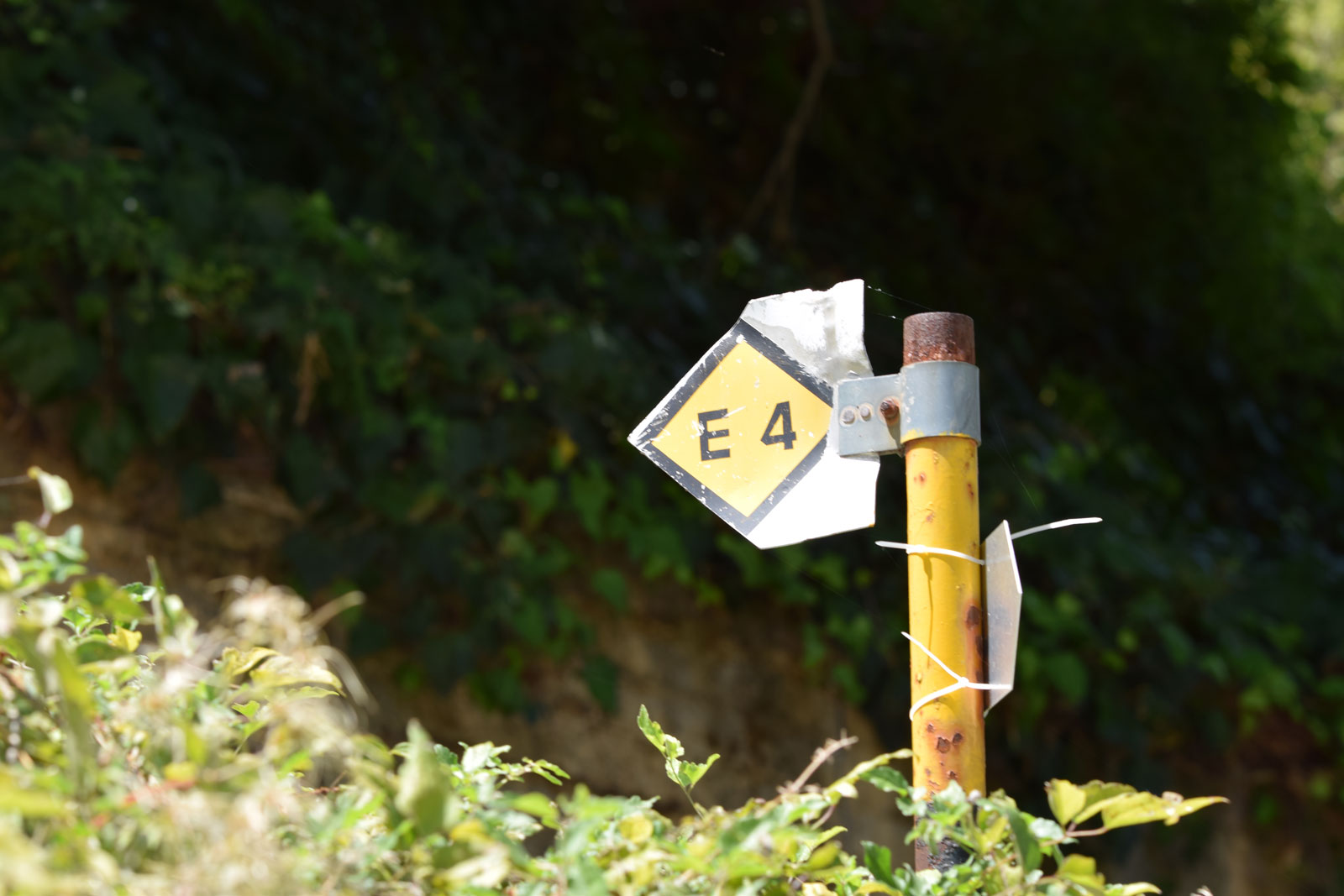
Le sentier européen E4 traverse la colonie

Le Sentier européen E4 traverse tout Dolianá.
Située à l'extrême nord du mont Parnon, Doliana sert également de point de départ pour Parnon Trail, une piste de trekking longue de 200 km basée sur d'anciens sentiers de la région et actuellement en cours de restauration par des groupes de bénévoles locaux. Il traverse toute la chaîne du Parnon dans toute la Cynurie, alliant la montagne et la mer le long de son chemin,.

## Personnalités liées au village
- Giánnis Gaḯtis (1923 - 1984), peintre et sculpteur.

## Voir également
- Bataille de Doliana
- Parnon